# Claudio Lezcano
Pour les articles homonymes, voir Lezcano et López.
Claudio Lezcano López (né selon toute vraisemblance entre 1935 et 1939) est un footballeur international paraguayen qui évoluait au poste d'attaquant.

## Biographie

### Carrière en sélection
Avec l'équipe du Paraguay, il joue 21 matchs (pour aucun but inscrit) entre 1958 et 1963. 
Il figure dans le groupe des sélectionnés lors de la Coupe du monde 1959. Il ne joue aucun match lors de la phase finale de cette compétition, mais dispute tout de même un match face au Mexique comptant pour les tours préliminaires de la coupe du monde 1962.
Avec l'équipe du Paraguay, il participe également au championnat sud-américain de 1959 organisé en Équateur, et au championnat sud-américain de 1963 qui se déroule en Bolivie.